# 行政主任 (香港公務員)
行政主任職系（英語：Executive Officer Grade，縮寫：EO）俗稱行政官，是香港公務員架構其中一個職系。行政主任是專業管理人員，特別擅長資源和系統管理。他們會被調派到各個政府部門或決策局工作，肩負多類職務。

## 入職條件
最初級的行政主任職位是二級行政主任，入職條件為持有香港任何一所大學所頒授的學士學位或者同等學歷，在綜合招聘考試中的能力傾向測試試卷考獲及格成績，及在綜合招聘考試中文運用及英文運用取得二級成績，或者同等資歷。
於1979年10月1日前，行政主任職系的入職條件為「大學入學試」資格，即香港高等程度會考或香港高級程度會考的指定成績。
此外於政務及行政主任聯合招聘考試中，中文及英文寫作（個案處理）試卷中取得合格成績，並通過三個回合的面試。最後，申請人於獲聘時須為香港永久居民及在香港居住滿七年。

## 職責範圍
行政主任職系的主要職能如下：
- 人力資源管理 - 包括人力策劃及接任計劃、招聘、晉升、工作表現管理、培訓及發展、品行及紀律等人力資源管理職能。
- 財政資源管理 - 包括規劃、分配和管理財政資源，以及控制收支情況，確保公帑用得其所。
- 行政支援 -
  - 一般行政 - 提供多項行政服務，包括辦公地方的安排、樓宇管理、部門交通服務等。
  - 政策支援 - 協助蒐集背景資料、匯報和分析資料，以及與有關各方聯絡，以便制定政策。
- 系統/項目規劃與發展 - 包括內部審計及系統發展職務，及協調工程項目的規劃和推行。
- 直接為市民提供服務、委員會和議會支援服務，以及活動統籌  包括提供發牌和註冊服務、調查投訴個案、處理市民查詢、為委員會和議會提供秘書支援服務、為活動及選舉提供行政及後勤支援等 。

## 編制
- 高級首席行政主任（SPEO）（首長級薪級表第2點）
- 首席行政主任（PEO）（首長級薪級表第1點）
- 總行政主任（CEO）（總薪級表第45至49點）
- 高級行政主任（SEO）（總薪級表第34至44點）
- 一級行政主任（EOI）（總薪級表第28至33點）
- 二級行政主任（EOII）（總薪級表第15至27點）

## 外部連結
- 香港公務員行政主任職系 （页面存档备份，存于）